# Limba hurriană

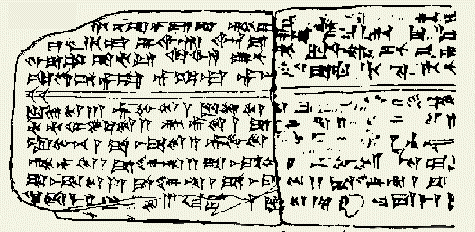
Un desen cu partea unei tăbliţe pe care se află inscripţionat Imnul Nikkal

Limba hurriană este un nume convențional pentru limba vorbită de hurieni, un popor care a intrat în nordul Mesopotamiei în jurul anilor 2300 î.Hr. și care a dispărut în cea mai mare parte în jurul anilor 1000 î.Hr.. Limba hurriană a fost limba oficială a regatului Mitanni din nordul Mesopotamiei, și a fost probabil limba vorbită, cel puțin la început, în așezările huriene din Siria. Se crede că vorbitorii acestei limbi inițial au venit din munți armeniei și s-au răspândit în sud-estul Anatoliei și nordul Mesopotamiei la începutul mileniului al doilea î.Hr..